# Heptathela cipingensis
Heptathela cipingensis WANG, 1989 è un ragno appartenente al genere Heptathela della famiglia Liphistiidae.
Il nome del genere deriva dal greco ἐπτά, heptà, cioè 7, ad indicare il numero delle ghiandole delle filiere che possiedono questi ragni, e dal greco θηλή, thelè, che significa capezzolo, proprio ad indicare la forma che hanno le filiere stesse.
Il nome proprio deriva dalla località di Ciping, della provincia della Cina meridionale di Jiangxi, e dal suffisso latino -ensis, che significa: presente, che è proprio lì.

## Caratteristiche
Ragno primitivo appartenente al sottordine Mesothelae: non possiede ghiandole velenifere, ma i suoi cheliceri possono infliggere morsi piuttosto dolorosi
Questa specie è simile a Heptathela heyangensis; è possibile distinguerla da quest'ultima per i seguenti caratteri: 
- la struttura della vulva è differente
- Le lunghezza totale di questa specie è molto inferiore a quella della heyangensis che arriva a 21 millimetri
- il rapporto fra la lunghezza e lo spessore delle due file di occhi è molto simile, ma la fila anteriore di heyangensis è leggermente maggiore in lunghezza
- il margine interno della zanna dei cheliceri ha 12 denti, mentre nella heyangensis sono 11
- infine la lunghezza delle filiere è molto diversa, anche in rapporto alle dimensioni.[3]

### Femmine
Le femmine hanno una lunghezza totale di 12,9 millimetri; il cefalotorace, più lungo che largo, è di 5,7 x 4,1 mm; l'opistosoma, anch'esso più lungo che largo, misura 7,2 mm x 5,5 mm. Hanno otto occhi disposti su due file, la fila anteriore è procurva, quella posteriore è ricurva. I cheliceri, al margine anteriore delle zanne, hanno 12 denti. Lo sterno ha una forma invasata. Le filiere anteriori laterali sono lunghe 1,9 millimetri, quelle anteriori mediane 0,5 mm, quelle posteriori laterali 1,7 mm e quelle posteriori mediane 0,3 mm.

## Colorazione
Il cefalotorace, i cheliceri, i pedipalpi e le zampe sono di colore bruno-rossiccio.

## Distribuzione
L'olotipo e i paratipi sono stati rinvenuti sul monte Jinggangshan nei pressi della località di Ciping, nella provincia cinese di Jiangxi, alle coordinate approssimative di 26°34' N, 114°08' E.